# Otzdorf
Otzdorf ist ein Ortsteil der Stadt Roßwein in Sachsen. Die Landgemeinde wurde 1970 nach Littdorf eingemeindet und gehört seit 1994 zu Niederstriegis.
Durch die Eingemeindung von Niederstriegis nach Roßwein wurde Otzdorf am 1. Januar 2013 ein Ortsteil dieser Stadt.
Otzdorf ist ein Waldhufendorf mit Gutsblöcken.
Die erste urkundliche Erwähnung erfolgte im Jahr 1254. In dieser Urkunde wird ein Tymo de Otolvesdorf genannt, der hier einen Herrensitz hatte.
Der Ortsname ist auf den Personennamen Otolf oder Otwolf zurückzuführen.
Kunsthistorisch bedeutsam ist die romanische Otzdorfer Madonna aus dem 12. Jh., welche aus der Dorfkirche stammt und heute im Schloßbergmuseum Chemnitz ausgestellt ist.

## Persönlichkeiten
- Alexander Marschall von Bieberstein (1604–1668), Gutsbesitzer, kursächsischer Rat und Obersteuereinnehmer